# Cornelis de Pauw
Cornelis de Pauw, noto anche come Cornelius o Corneille, (Amsterdam, 18 agosto 1739 – Xanten, 5 luglio 1799), è stato un filosofo e geografo olandese.

## Biografia
Fu nominato canonico del capitolo della cattedrale di Xanten, e fu ordinato sotto-diacono nel 1765 et divenne bibliotecario della biblioteca abbaziale.
Fu proclamato cittadino francese dall'Assemblée nationale législative il 26 agosto 1792 e in suo onore fu eretto un obelisco a titolo postumo da Napoleone a Xanten.
Scrittore erudito e filosofo paradossale, le sue opere fecero grande clamore nel XVIII secolo per la novità e l'arditezza delle sue innovazioni. Rigetta il sistema di Joseph de Guignes che aveva fatto popolare la Cina da una colonia egizia. Scrive successivamente, con uno spirito critico molto innovativo, le sue opere su americani, egizi, cinesi, greci e antichi germani.
Scrisse articoli su antichità,  storia e sulla critica per il Supplément à l'Encyclopédie.
Cornelis de Pauw è il fratello di Alida Jacoba de Pauw, moglie del barone Thomas Franziskus de Cloots, e madre del rivoluzionario e cantore dell'ateismo Anacharsis Cloots.

## Pubblicazioni
- Recherches philosophiques sur les Américains, ou Mémoires intéressants pour servir à l’Histoire de l’Espèce Humaine. Avec une Dissertation sur l’Amérique & les Américains, Londra, 1771.
- Recherches philosophiques sur les Égyptiens et les Chinois, Nouvelle édition exactement corrigée, Londra, Losanna et Ginevra, 1774.
«L'auteur y réfute la thèse, très en vogue à l'époque, soutenue par De Guignes, selon laquelle la civilisation chinoise serait issue de la civilisation égyptienne en s'appuyant sur l'analyse des anciens systèmes d'écriture de ces deux civilisations. De nombreux autres aspects sont abordés dans cet ouvrage : de la condition des femmes chez les égyptiens et les chinois, du régime diététique des égyptiens et de la manière de se nourrir des chinois, de l'état de la peinture et de la sculpture chez les égyptiens et les chinois, considérations sur l'état de la chimie chez les égyptiens et les chinois, de la religion et du gouvernement des égyptiens et des chinois.»
- Recherches philosophiques sur les Grecs, Berlino, Decker & Söhne, 1787-1788.
- Recherches philosophiques sur les Grecs, Paris, Onfroy, 1788.